# James Harvey Strobridge
James Harvey „Stro“ Strobridge (* 21. April 1827 (Anm.) in Albany (Vermont); † 27. Juli 1921 in Hayward (Kalifornien)) war oberster Streckenbauleiter (superintendent of construction) bei der Central Pacific Railroad (CPRR) beim Bau der ersten transkontinentalen Eisenbahnlinie der USA. Zuvor war Strobridge während des kalifornischen Goldrauschs von 1848 bis 1854 Goldsucher gewesen.

## Lebensweg
Strobridge wurde 1827 auf einem Bauernhof in Vermont als Sohn von Phedrus Strobridge und seiner Frau Margaret („Peggy“) Laird Strobridge geboren.
Bereits im Alter von 16 Jahren verließ er sein Elternhaus und arbeitete als Gleisarbeiter bei der Boston and Fitchburg Railroad in Massachusetts, und später bei der Naugatuck Railroad in Connecticut.
Im Jahr 1849, als 22-Jähriger, ging er nach Kalifornien, ins Placer County in der Sierra Nevada, um dort Gold zu schürfen. Zeitweilig versuchte er sich auch als Farmer und als Leiter eines Hotels. Er war Vorarbeiter in einer Goldmine, in der im Druckstrahltagebau (hydraulic mining) Gold geschürft wurde, als Charles Crocker auf ihn aufmerksam wurde. Dieser gehörte später – zusammen mit Leland Stanford, Mark Hopkins und Collis P. Huntington – zu den „Big Four“ („großen Vier“), also den vier wichtigsten Financiers der im Jahr 1861 gegründeten Central Pacific Railroad (CPRR), die den von der Pazifikküste bis nach Utah führenden, westlichen Teil der ersten transkontinentalen Eisenbahnverbindung in den USA baute.
Strobridge heiratete im Jahr 1860 Hannah Maria Strobridge, geb. Keating (* 1843; † 4. Oktober 1891). Das Paar hatte keine leiblichen Kinder, adoptierte aber sechs Kinder aus drei verschiedenen Familien. Eines davon war Edward Keating Strobridge, der im Erwachsenenalter den landwirtschaftlichen Betrieb seines Vaters in Hayward (Kalifornien) verwaltete.
Die Streckenbauarbeiten der CPRR begannen offiziell im Jahr 1863, also in dem Jahr, in dem der Ingenieur Theodore D. Judah starb, die treibende Kraft hinter der Central Pacific Railroad. Amtsnachfolger von Theodore D. Judah als leitender Chefingenieur der CPRR wurde Samuel S. Montague. Als superintendent of construction (Bauleiter) unterstand Strobridge wohl dem leitenden Chefingenieur der CPRR, also Samuel S. Montague. Nach anderer Quelle soll Strobridge aber sogar direkt Charles Crocker unterstanden haben. Strobridge leitete fünf Jahre lang den Streckenbau in der Sierra Nevada; ihm unterstand eine zeitweilig bis zu 12.000 Mann umfassende Streckenarbeitergruppe, die hauptsächlich aus nach Kalifornien eingewanderten Chinesen bestand. James Harvey Strobridge und seine Frau Hannah Maria lebten zeitweilig in einem Güterwagen auf der Baustelle der CPRR-Eisenbahnstrecke. Bei einem Spreng-Unfall beim Trassenbau am Bloomer Cut verlor Strobridge das Augenlicht auf seinem rechten Auge.
Strobridge galt als harter, aufbrausender und bisweilen gewalttätiger Vorgesetzter.
Das Streckennetz der Central Pacific Railroad wurde am 10. Mai 1869 am Promontory Summit in Utah mit dem der Union Pacific Railroad (UP) zur ersten transkontinentalen Eisenbahnstrecke in den USA verbunden. Hannah Maria Strobridge hatte am 10. Mai 1869 am Promontory Summit in Utah einen der letzten Hammerschläge ausgeführt, mit dem der goldene Nagel in die Schwelle eingeschlagen wurde, an der der Streckenschluss der transkontinentalen Central Pacific Railroad vollendet wurde.
Hannah Maria Strobridge starb bereits 1891 im Alter von nur 48 Jahren. James Harvey Strobridge heiratete erneut. Insgesamt war Strobridge zweimal verwitwet und dreimal verheiratet; seine drei Ehefrauen waren: Hannah Maria Keating (* 1843; † 4. Oktober 1891; im Alter von 48 Jahren), Kate Moore (* 1855; † 19. Dezember 1895; im Alter von 40 Jahren), und Marguerite oder Margaret McLean (* 1843; † 20. November 1940; im Alter von 83 Jahren).
Im Jahr 1869 ließ Strobridge sich in Hayward nieder, erbaute ein Haus in der Redwood Road und kaufte 500 acres (etwa 202 Hektar) Land im Castro Valley. In der Umgebung seiner neuen Heimstatt legte er Aprikosen- und Birnbaum-Plantagen an und hielt Vieh. Sein Adoptivsohn Edward Keating Strobridge kümmerte sich um die Verwaltung der Landwirtschaft, James Harvey Strobridge arbeitete weiter für die Central Pacific Railroad Company. Er leitete unter anderem den Bau einer Nebenstrecke zwischen Niles – heute ein Stadtteil von Fremont (Kalifornien) – und Oakland.
Strobridge starb 1921 im Alter von 94 Jahren in Hayward.